# 基爾斯巴赫河 (丁恩河支流)
51°01′36″N 7°08′46″E / 51.026773°N 7.146175°E
基爾斯巴赫河（德語：Kirsbach），是德國的河流，位於該國西部，處於北萊茵-威斯特法倫州，屬於丁恩河的右支流，河道全長0.6公里，流域面積0.3平方公里。